# Oceanapia exigua
Oceanapia exigua är en svampdjursart som beskrevs av Gustavo Pulitzer-Finali 1993. Oceanapia exigua ingår i släktet Oceanapia och familjen Phloeodictyidae. Inga underarter finns listade i Catalogue of Life.